# Plan Tanaka
El Plan Tanaka (田中上奏文 Tanaka Jōsōbun) es un supuesto documento japonés de planificación estratégica de 1927 en el que el Primer Ministro, el Barón Tanaka Giichi presentó al Emperador Hirohito una estrategia para conquistar el mundo. La autenticidad del documento fue aceptada durante mucho tiempo y todavía se cita en algunos libros de texto chinos, pero el historiador John Dower afirma que "la mayoría de los estudiosos ahora están de acuerdo en que fue un engaño antijaponés magistral".

## Antecedentes
Más información: Kantokuen

El Plan Tanaka se publicó por primera vez en la edición de diciembre de 1929 de la publicación china "時事月報" (Actualidades del mes) en Nanking, una publicación nacionalista china. Fue reproducido el 24 de septiembre de 1931 en las páginas 923–34 de China Critic, una publicación en inglés en Shanghái. El memorial contiene las afirmaciones:
Para conquistar el mundo, necesitas el control de Asia;
Para conquistar Asia, necesitas el control de China
Para conquistar China, necesitas el control de Manchuria y Mongolia
Si logramos conquistar China, el resto de los países asiáticos y los países del Mar del Sur nos temerán y se rendirán ante nosotros.
Entonces el mundo se dará cuenta de que Asia Oriental es nuestra.
La traducción al inglés de este documento estaba en circulación antes de febrero de 1934, y constituyó la base del artículo principal en la portada de la primera edición de la revista The Plain Truth publicada por Herbert W. Armstrong en febrero de ese año, aunque apareció por primera vez en la revista Communist International, de circulación menor, en 1931.
El Plan Tanaka fue representado ampliamente por la propaganda de Estados Unidos durante la guerra como una especie de contraparte japonesa del Mein Kampf. Las series The Battle of China y Prelude to War de Frank Capra en la serie de películas galardonadas Why we fight, describen el Plan Tanaka como el documento que mostraba el plan japonés para luchar contra Estados Unidos. El Plan Tanaka fue representado de la misma manera en Know Your Enemy: Japan, también dirigido por Capra durante la guerra. Tal como se presentan en estas películas, los cinco pasos secuenciales para lograr el objetivo de conquistas de Japón son:
1. Conquista de Manchuria
2. Conquista de China
3. Conquista de la Unión Soviética o Siberia
4. Establecimiento de bases en el Pacífico
5. Conquista de los Estados Unidos

Hoy en día, los eruditos no aceptan su autenticidad, pero el Plan Tanaka fue ampliamente aceptado como auténtico en los años 1930 y 1940 porque las acciones de Japón correspondían tan estrechamente a estos planes. La autenticidad pareció ser confirmada por el Incidente de Mukden de 1931, la segunda guerra sino-japonesa de 1937, las Batallas de 1939 de Khalkhin Gol, la invasión de Indochina francesa de 1940, el ataque de 1941 en Pearl Harbor y la posterior Guerra del Pacífico. El historiador Barak Kushner afirma:
Hubo varios errores históricos críticos en el Plan Tanaka que claramente lo demuestran como falso, pero el hecho de que el mensaje se superpusiera con los objetivos generales de Japón de someter militarmente a China coincidió con la creencia de que el Plan era genuino.
En 1940, León Trotski publicó un relato de cómo el documento supuestamente salió a la luz. La inteligencia soviética lo había obtenido de un topo de alto rango en Tokio, pero no quería comprometer su propia seguridad publicándola abiertamente, por lo que la habían filtrado a través de contactos que tenían en los Estados Unidos.
El periodista e historiador popular Edwin P. Hoyt escribió que el Plan Tanaka era una representación precisa "de lo que el Primer Ministro Tanaka había dicho y de lo que los supernacionalistas habían estado diciendo durante meses". Iris Chang agrega que el gobierno japonés en ese momento estaba tan dividido en facciones que, en cualquier caso, habría sido imposible llevar a cabo ese plan. El historiador Meirion Harries escribió que el Plan Tanaka "fue uno de los 'trucos sucios' más exitosos del siglo XX, un documento falso concebido tan brillantemente que treinta años más tarde los occidentales todavía estaban siendo absorbidos por él". Del mismo modo, el historiador William G. Beasley afirma que "la naturaleza de este documento, tal como se publica en inglés y chino, no tiene ninguna convicción en cuanto a su autenticidad". El Dr. Haruo Tohmatsu, profesor de diplomacia e historia de guerra de relaciones internacionales en la Academia de Defensa Nacional de Japón, afirma que "el 'Plan Tanaka' nunca existió, pero la conferencia de Dalián de ese año adoptó resoluciones que reflejaban estas ideas".

## Especulación sobre su falsificación
En el verano de 1927 (del 27 de junio al 7 de julio), Tanaka convocó una "Conferencia del Lejano Oriente" con miembros del Ministerio de Asuntos Exteriores de Japón, el Ministerio de la Guerra, el Ministerio de la Marina y el Ministerio de Finanzas. Sin embargo, en lugar de producir un plan maestro para la dominación mundial, el resultado de la Conferencia fue un consenso aproximado de que Japón debía apoyar al gobierno del Kuomintang de China contra los comunistas chinos, siempre que los japoneses pudieran convencer al general Zhang Zuolin para que consolidase su base en una Manchuria virtualmente autónoma, que serviría como un estado tapón, y caería finalmente dentro de la dominación japonesa. Se alega que el Plan Tanaka es un informe secreto de esta Conferencia.
Cuando los Aliados buscaron documentos incriminatorios para apoyar los cargos de crímenes de guerra luego de la rendición de Japón, entre ellos no aparecieron borradores ni copias de nada correspondiente al Plan Tanaka; un documento japonés "original" nunca se ha producido a pesar de los esfuerzos de investigación extensos.
El origen del Plan todavía está en duda. Debido a que la edición inicial del Plan estaba en chino, algunos historiadores japoneses lo han atribuido a fuentes chinas, probablemente nacionalistas chinos o comunistas chinos.
Ha habido denuncias de falsificación por parte de la Unión Soviética para alentar la guerra entre China y Japón, y así promover los intereses soviéticos. Las dos teorías no se excluyen mutuamente, ya que el Partido Comunista Chino era una rama del Comintern bajo el control de la Unión Soviética, y la política soviética a partir de la década de 1930 consistió en librar una guerra de propaganda contra el expansionismo japonés. Además, la primera traducción del Plan al inglés fue hecha por el Partido Comunista de los Estados Unidos y publicada en el número de diciembre de 1931 de la revista Communist International. Más tarde fue reimpreso en formato de libro.
En 1939, Peter Fleming afirmó haber producido una "actualización" del Plan Tanaka , al escribir un informe imaginario sobre una conferencia secreta de estrategia aliada a la que asistió el líder del Kuomintang, Chiang Kai-shek, y que se filtró a los japoneses. Esto indica que el Plan Tanaka era conocido como una falsificación por parte de los británicos antes de la Segunda Guerra Mundial.
Si bien el Plan Tanaka ha sido mencionado en periódicos y libros de texto escolares en China, la mayoría de los historiadores japoneses sostienen que el documento es una falsificación.
En 1995, Vitaliy Pavlov, un oficial retirado de alto rango de la NKVD, escribió sobre el Plan Tanaka en la revista de Moscú Novosti Razvedki I Kontrrazvedki (Noticias de inteligencia y contrainteligencia). Pavlov dijo que el trabajo era una falsificación preparada por la Unión Soviética en 1931 para sembrar sentimientos antijaponeses en los Estados Unidos y en Europa, aunque desde su publicación en 1929, esto parece poco probable.